# Oberstes Gericht
Ein oberstes Gericht oder Höchstgericht ist ein Gericht, dessen Urteile (in der Regel) nicht mit ordentlichen Rechtsmitteln angefochten werden können; d. h., es ist das letzte Glied eines Instanzenzuges.
Länder des kontinentaleuropäischen Rechtskreises kennen meist kein einheitliches oberstes Gericht. Dort gibt es häufig nach Rechtsgebieten getrennte oberste Gerichte sowie ein Verfassungsgericht. Oft sind die Zuständigkeiten nach ordentlicher Gerichtsbarkeit und öffentlich-rechtlicher bzw. Verwaltungsgerichtsbarkeit getrennt, sie können aber auch weiter aufgefächert sein.
Die meisten Länder der anglo-amerikanischen Rechtstradition (Common Law) verfügen dagegen über ein einziges oberstes Gericht, den Supreme Court.
Neben den nachfolgend aufgeführten innerstaatlichen obersten Gerichten bestehen verschiedentlich internationale und supranationale Gerichte.

## Europäische Union (EU) und Europäischer Wirtschaftsraum (EWR)
Der Europäische Gerichtshof (EuGH) mit Sitz in Luxemburg ist oberstes rechtsprechendes Organ der Europäischen Union (EU). Der EFTA-Gerichtshof in Luxemburg übt die gerichtliche Kontrolle in Bezug auf das EWR-Abkommen aus.

## Kontinentaleuropa

### Belgien
Als oberste Gerichte auf föderaler Ebene besitzt Belgien
- einen Kassationshof für Zivil- und Strafsachen,
- einen Staatsrat für Verwaltungsrechtssachen

und darüber hinaus ein Verfassungsgerichtshof für Verfassungsstreitigkeiten.

### Dänemark
In Dänemark besteht als oberstes Gericht ein Højesteret.

### Deutschland

Gerichtsorganisation in Deutschland (außerhalb dieses Schemas stehen die Landesverfassungsgerichte)

Die obersten Gerichtshöfe des Bundes sind in Deutschland gemäß Artikel 95 Absatz 1 Grundgesetz
- der Bundesgerichtshof (BGH) in Karlsruhe (5. und 6. Strafsenat in Leipzig),
- das Bundesverwaltungsgericht (BVerwG) in Leipzig,
- der Bundesfinanzhof (BFH) in München,
- das Bundesarbeitsgericht (BAG) in Erfurt und
- das Bundessozialgericht (BSG) in Kassel.

Pläne zur Errichtung eines einheitlichen Obersten Bundesgerichtes über den vorgenannten Gerichten, wie in der ursprünglichen Fassung des Grundgesetzes vorgesehen, wurden 1968 aufgegeben. An dessen Stelle tagt der Gemeinsame Senat der obersten Gerichtshöfe des Bundes nach Bedarf und hat über Rechtsfragen zu entscheiden, wenn ein oberstes Bundesgericht in einer Rechtsfrage von der Entscheidung eines anderen obersten Bundesgerichts oder des Gemeinsamen Senats abweichen will. Der Senat wird vom BGH verwaltet.
Das Bundesverfassungsgericht (BVerfG) in Karlsruhe steht als Gericht eigener Art neben allen anderen Gerichtshöfen und wacht über die Verfassung. Es ist daher keine Superrevisionsinstanz und kann Urteile anderer Gerichte nur am Maßstab der Verfassung (und nicht etwa auf andere Fehler oder juristische Meinungsverschiedenheiten) kontrollieren.
Der Bundesrechnungshof ist kein Gericht, sondern ein Organ der Finanzkontrolle (Rechnungsprüfung).
Das Bundespatentgericht in München sowie die Truppendienstgerichte in München und Münster sind zwar Bundesgerichte (Artikel 92 Grundgesetz), aber keine obersten Bundesgerichte. Gegen ihre Entscheidungen sind Rechtsmittel zum Bundesgerichtshof bzw. Bundesverwaltungsgericht vorgesehen.

### Finnland
In Finnland bestehen
- für Zivil- und Strafsachen ein Oberstes Gericht (finnisch Korkein oikeus, schwedisch Högsta domstolen),
- für Verwaltungsrechtssachen ein Oberstes Verwaltungsgericht (finnisch Korkein hallinto-oikeus, schwedisch Högsta förvaltningsdomstolen).

### Frankreich
Die obersten Gerichte in Frankreich sind
- für Zivil- und Strafsachen der Kassationshof (Cour de Cassation) und
- für Verwaltungsrechtssachen der Staatsrat (Conseil d’État).

Der Verfassungsrat (Conseil constitutionnel) ist für verfassungsrechtliche Fragen zuständig.

### Griechenland
Die obersten Gerichte in Griechenland sind
- der Areopag, der als Institution schon seit der Antike existiert
- der Staatsrat (Συμβούλιο της Επικρατείας / Symvoúlio tis Epikratías).

Das Oberste Tribunal (Ανώτατο Ειδικό Δικαστήριο / Anótato Idikó Dikastírio) ist für verfassungsrechtliche Fragen zuständig.

### Irland
Die obersten Gerichte in Irland sind
- der High Court, der ursprünglich das oberste Gericht in Zivil- und Strafsachen war,
- der 2014 eingerichtete Court of Appeal als Appellationsinstanz (Revisionsinstanz) des High Courts. Bis 2014 gab es den Court of Criminal Appeal in Strafsachen als Revisionsinstanz.

In Verfassungsfragen fungiert der Supreme Court als höchstes irisches Gericht.

### Italien
Die obersten Gerichte in Italien sind
- für Zivil- und Strafsachen der Kassationshof (Corte Suprema di Cassazione) und
- für Verwaltungsrechtssachen der Staatsrat (Consiglio di Stato).

Das Verfassungsgericht (Corte Costituzionale) ist für verfassungsrechtliche Fragen zuständig.

### Liechtenstein
Die obersten Gerichtshöfe in Liechtenstein sind
- der Oberste Gerichtshof (für Zivil- und Strafrecht),
- der Verwaltungsgerichtshof (für verwaltungsrechtliche Fragen),
- der Staatsgerichtshof für verfassungsrechtliche Fragen.

### Litauen

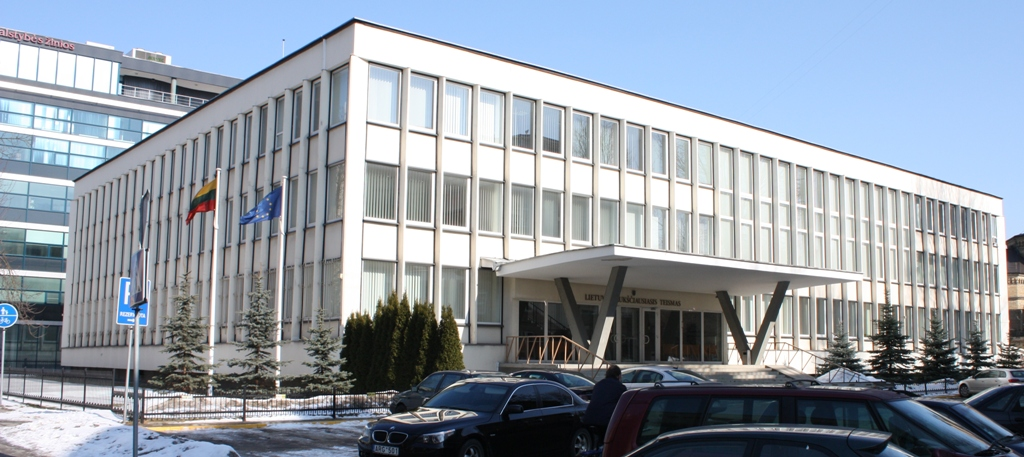
Oberstes Gericht Litauens

Die obersten Gerichte in Litauen sind
- der Oberste Gerichtshof Litauens und
- das Oberste Verwaltungsgericht Litauens (lit. Lietuvos Vyriausiasis Administracinis Teismas).

Über die Verfassung wacht das Litauische Verfassungsgericht. Alle Gerichtshöfe haben ihren Sitz in der litauischen Hauptstadt Vilnius.

### Niederlande
Die Niederlande besitzen
- einen Hohen Rat als oberstes Gericht für Zivil-, Straf- und Steuerrecht und
- einen Staatsrat als oberstes Gericht für Verwaltungsrecht.

### Norwegen
Norwegens höchstes Gericht für Zivil- und Strafrecht ist der Oberste Gerichtshof von Norwegen mit Sitz in Oslo.

### Österreich

Gerichtsbarkeit in Österreich

Die obersten Gerichtshöfe (üblicherweise Höchstgerichte genannt) in Österreich sind
- der Verfassungsgerichtshof (VfGH) und der Verwaltungsgerichtshof (VwGH) für den Bereich des öffentlichen Rechts (daher werden sie auch als Gerichtshöfe des öffentlichen Rechts bezeichnet); Sachentscheidungen dieser Gerichtshöfe ergehen als Erkenntnisse, sie sind vom grammatikalischen Geschlecht her Neutra („das Erkenntnis“), und
- der Oberste Gerichtshof (OGH) für den Bereich des Zivil- und Strafrechts, der im Regelfall durch Urteile und Beschlüsse entscheidet.

### Portugal
Das Portugiesische Rechtssystem hat vier oberste Gerichte:
- Supremo Tribunal de Justiça (Oberstes Gericht für Zivil- und Strafsachen)
- Supremo Tribunal Administrativo (Oberstes Verwaltungsgericht), mit einer eigenen räumlichen Struktur an Verwaltungsgerichten, den Tribunais Administrativos e Fiscais
- Tribunal de Contas (Oberster Rechnungshof)
- Tribunal Constitucional de Portugal (Verfassungsgericht)

### Rumänien
Das oberste Gericht in Rumänien ist der Oberste Gerichts- und Kassationshof.
Der Verfassungsgerichtshof von Rumänien ist für verfassungsrechtliche Fragen zuständig.

### Russische Föderation
Die Russische Föderation installierte das Verfassungsgericht der Russischen Föderation.
Des Weiteren gibt es das Oberste Gericht der Russischen Föderation.

### Schweden
Die höchsten Gerichte in Schweden sind: für Zivil- und Strafsachen der Högsta domstol (Oberste Gerichtshof), für Verwaltungsrecht der Högsta förvaltningsdomstol (Oberste Verwaltungsgerichtshof).

### Schweiz
Neben dem Bundesgericht in Lausanne, das in den meisten, aber nicht in allen Materien oberstes Gericht ist, steht das Militärkassationsgericht als oberstes Gericht der (von den übrigen Zweigen der Justiz unabhängigen) Militärjustiz. Die Schweiz hat kein eigenständiges Verfassungsgericht eingerichtet.
Siehe auch: Politisches System der Schweiz.

### Sowjetunion
Das Oberste Gericht der UdSSR war von 1923 bis zum Zerfall der Sowjetunion das Höchstgericht auf den Gebieten des Zivil- und des Strafrechts. Es bestand ein Kollegium für Zivilrecht, ein Kollegium für Strafrecht und das Militärkollegium.

### Tschechien
Die obersten Gerichte in Tschechien sind
- das Oberste Gericht der Tschechischen Republik (Nejvyšší soud ČR) und
- das Oberste Verwaltungsgericht (Nejvyšší správní soud),

beide mit Sitz in Brünn.
Das Verfassungsgericht der Tschechischen Republik (Ústavní soud) in Brünn steht als Gericht eigener Art neben dem System der allgemeinen Gerichte.
Siehe auch: Politisches System Tschechiens.

### Ukraine
- Oberstes Gericht der Ukraine

## Asien und Naher Osten

### Türkei
Die obersten Gerichte der Türkei sind gemäß Art. 146, 154 ff. der türkischen Verfassung
- das Verfassungsgericht für Verfassungsstreitigkeiten,
- der Kassationshof für Zivil- und Strafsachen,
- der Staatsrat für Verwaltungsrechtssachen,
- der Militärkassationshof als letzte Instanz für Urteile der Militärgerichte,
- der Hohe Militärverwaltungsgerichtshof für militärische Verwaltungsrechtssachen und
- das Kompetenzkonfliktgericht für Kompetenzstreitigkeiten zwischen den Gerichten.

## Lateinamerika

### Brasilien
Das oberste Gericht in Brasilien, das unter anderem die Funktion eines Verfassungsgerichts ausübt, nennt sich Supremo Tribunal Federal.

## Anglo-amerikanischer Rechtskreis

### Indien
Indien besitzt einen Obersten Gerichtshof.

### Irland
In der Republik Irland besteht ein Supreme Court.

### Israel
Der Staat Israel hat ein Oberstes Gericht errichtet.

### Liberia
In Liberia besteht ein Supreme Court of Liberia.

### Kanada
In Kanada gibt es einen Obersten Gerichtshof.

### Kenia
Seit 2011 besteht der Supreme Court of Kenya.

### Mauritius
In Mauritius besteht der Supreme Court als Oberster Gerichtshof sowie Verfassungsgericht.

### Namibia
In Namibia, dessen Rechtsordnung wie in Südafrika sowohl anglo-amerikanisch wie römisch-germanisch geprägt ist, besteht der Supreme Court of Namibia als Oberster Gerichtshof sowie Verfassungsgericht.

### Neuseeland
In Neuseeland wurde der Supreme Court mit dem Supreme Court Act 2003 am 1. Januar 2004 installiert. Das Gericht nahm am 1. Juli 2004 seine Arbeit auf.

### Uganda
In Uganda besteht ein Supreme Court of Uganda.

### Vereinigtes Königreich
Das House of Lords war bis 1. Oktober 2009 das oberste Gericht des Vereinigten Königreiches und hatte seinen Sitz in London. Dem House of Lords wurden die justiziellen Funktionen entzogen und ein eigener Oberster Gerichtshof des Vereinigten Königreichs mit Sitz in London wurde errichtet.

### Vereinigte Staaten von Amerika
Der Supreme Court of the United States ist das oberste Gericht der Vereinigten Staaten und hat seinen Sitz in Washington, D. C. Daneben gibt es in allen 50 Bundesstaaten einen Supreme Court in der Gerichtsbarkeit des jeweiligen Staates.

## Ostasiatischer Rechtskreis

### Japan
Japan unterhält einen Obersten Gerichtshof.

### Volksrepublik China
Die Volksrepublik China unterhält das Oberste Volksgericht.